# Meineckia longipes
Meineckia longipes är en emblikaväxtart som först beskrevs av Robert Wight, och fick sitt nu gällande namn av Grady Linder Webster. Meineckia longipes ingår i släktet Meineckia och familjen emblikaväxter. Inga underarter finns listade i Catalogue of Life.

## Bildgalleri

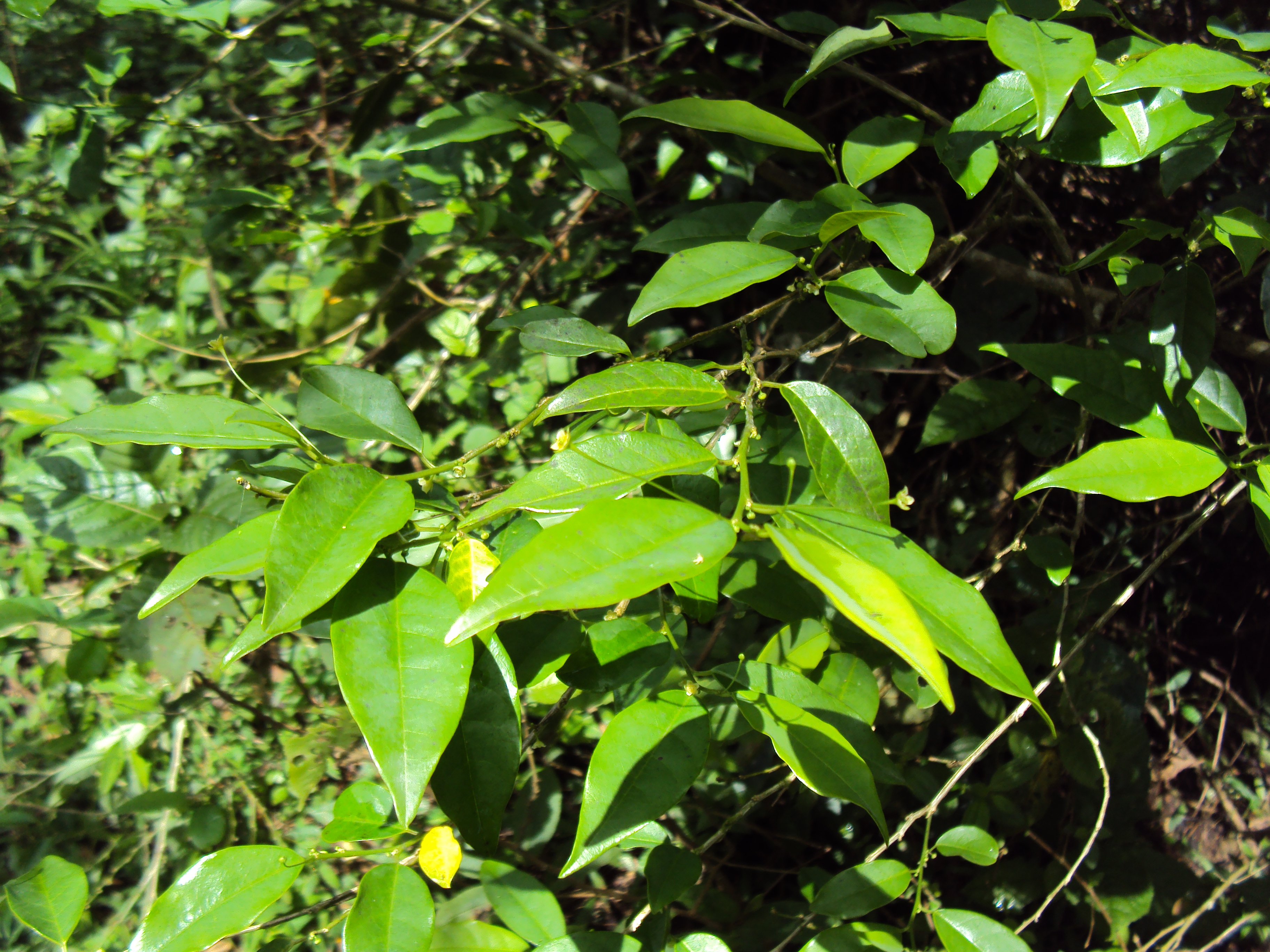
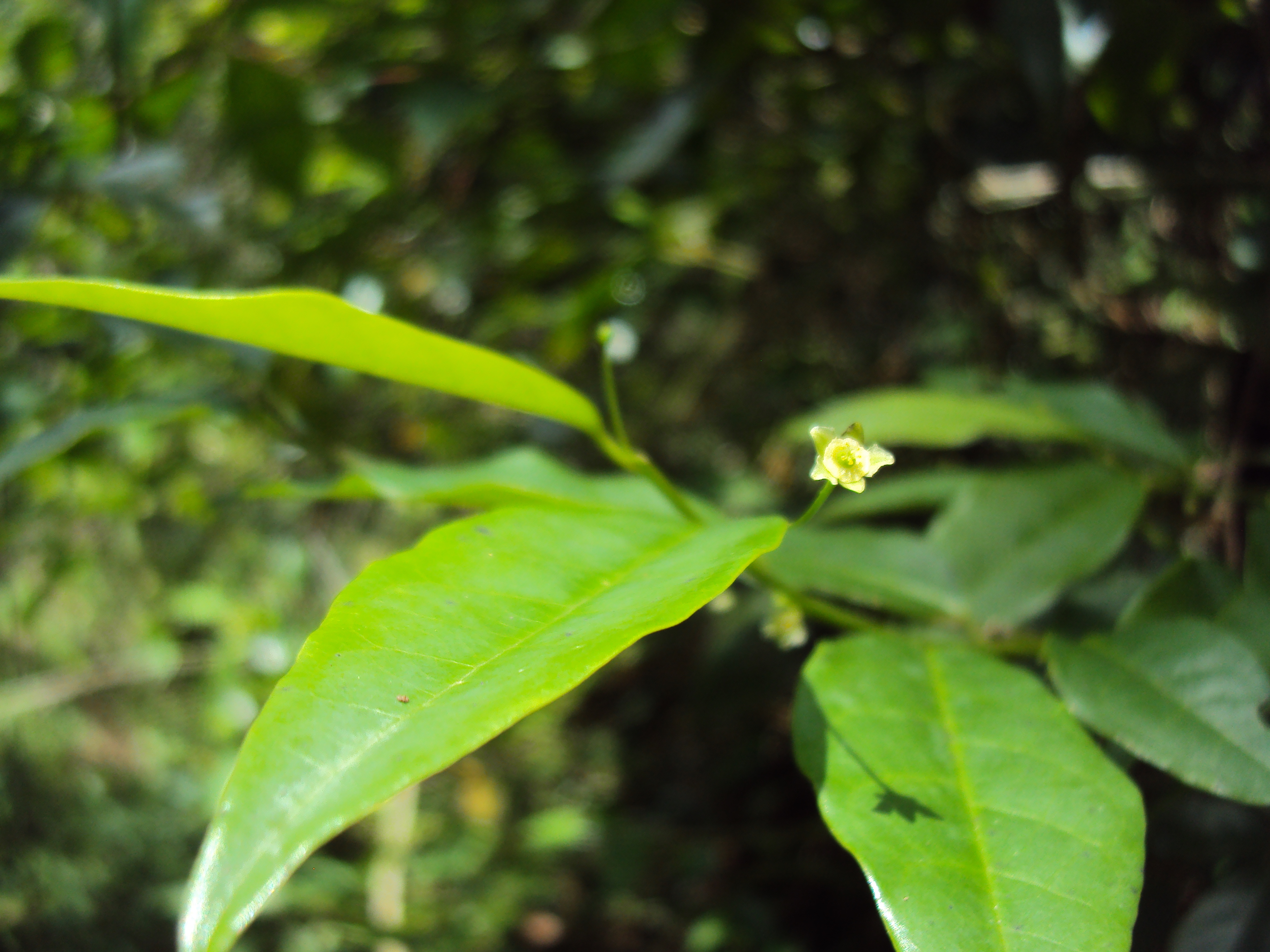
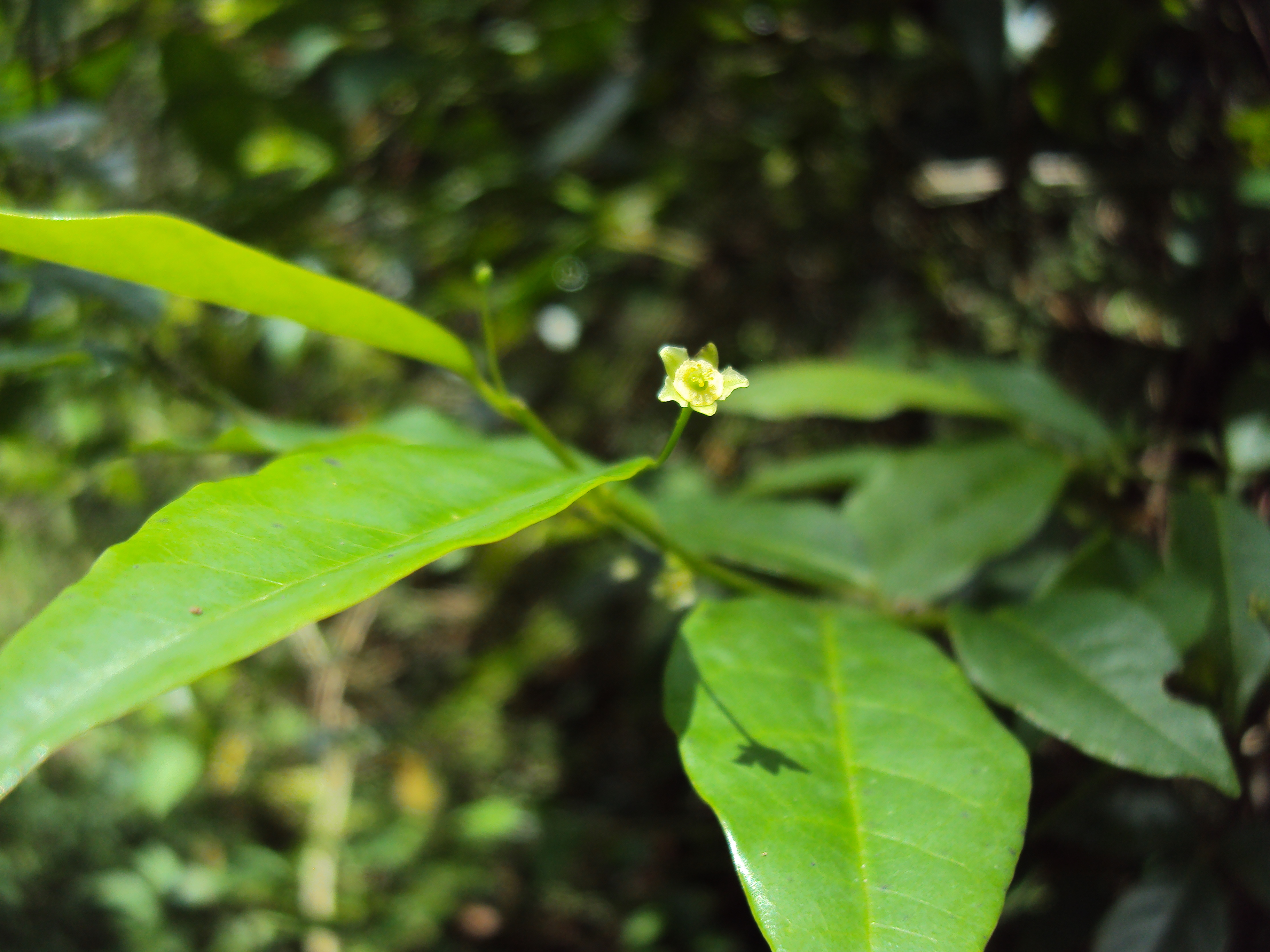
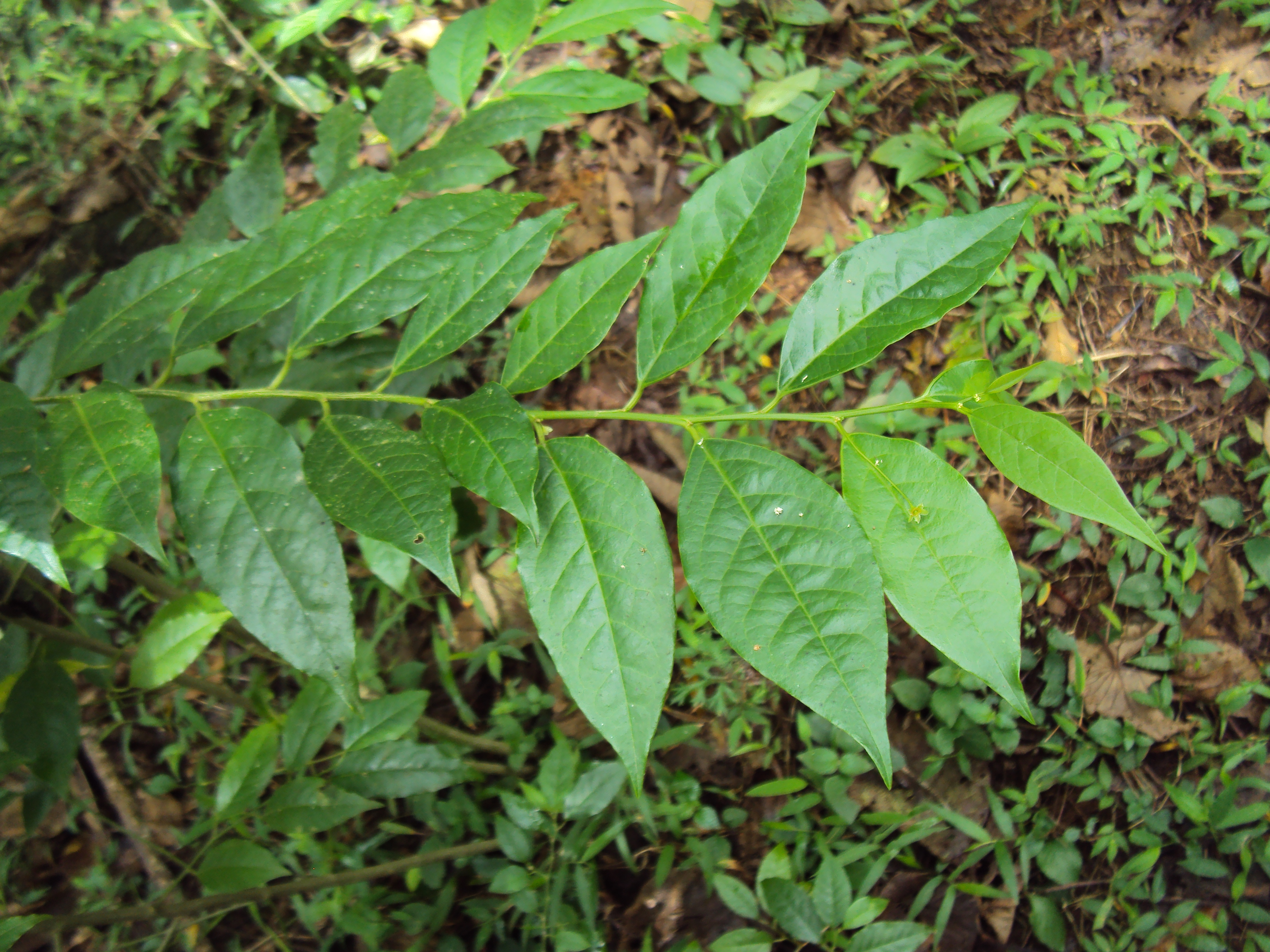
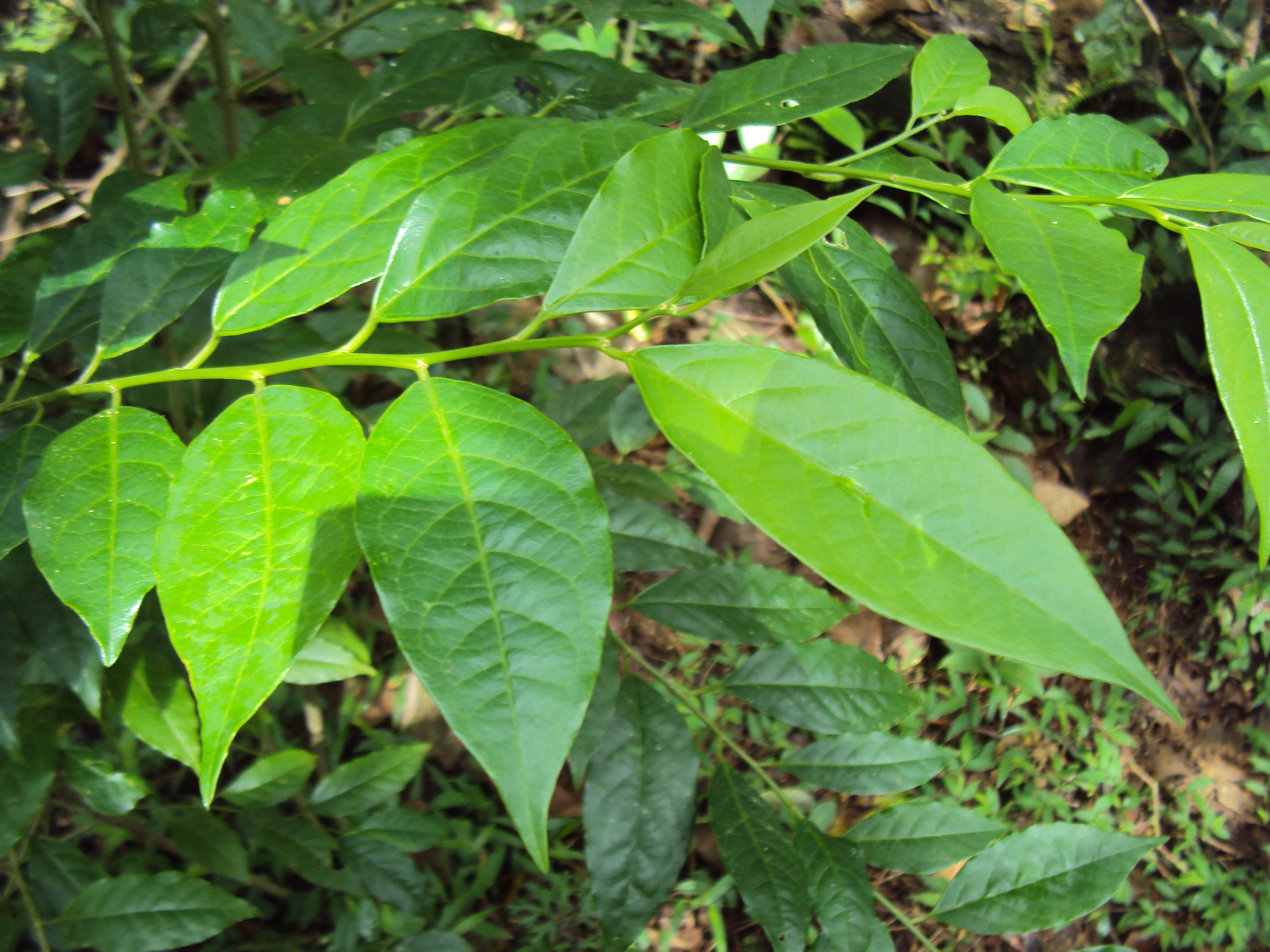
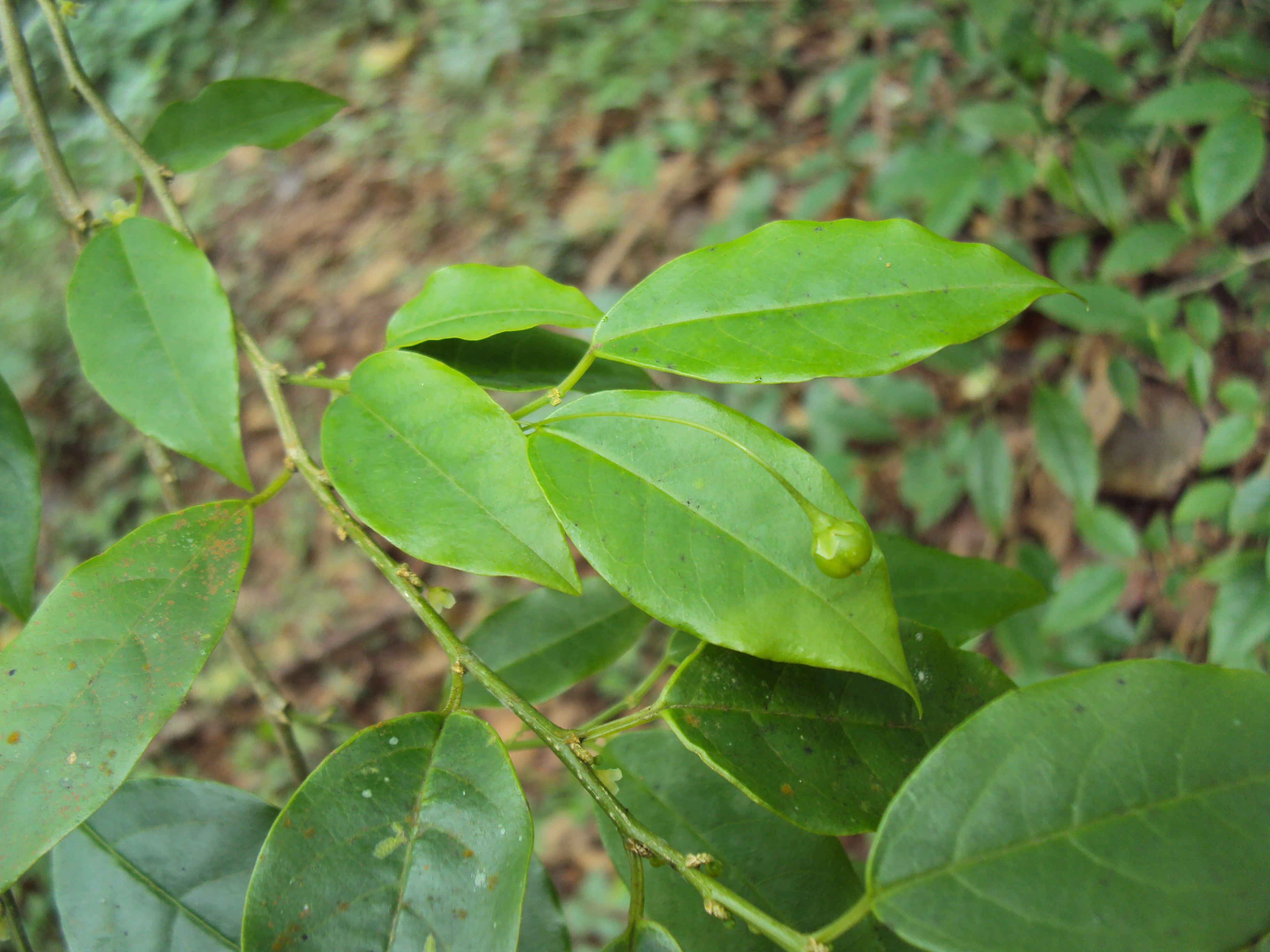